# Epidemia de dengue de 2019-2020 en Guyana
La epidemia de dengue en Guyana comenzó a inicios de 2019, en dicho año se registraron 230 casos confirmados y para el siguiente año se habían registrado 7 casos confirmados.

## Cronología

### Enero de 2019
El 17 de enero de 2019 el gobierno de Guyana se puso en alerta ante la epidemia creciente de dengue en América Latina y el Caribe.

### Febrero de 2019
El 26 de febrero de 2019 el municipio de la ciudad de Georgetown informó que existía la posibilidad de un brote de dengue, así como el peligro de no saber afrontarlo debido a la escasez de productos contra enfermedades tropicales, el Ministerio de Salud de Guyana también informó una situación similar, en este caso la médica de la Oficina de Salud Médica de Georgetown Suzette Reynolds lamentó que no se pueda realizar una campaña de prevención eficaz, Reynolds pidió a la población tomar precauciones.

### Agosto de 2019
El 31 de agosto de 2019 el Programa de Enfermedades Transmitidas por Aedes de la Unidad de Servicios de Control de Vectores comunicó que la situación de la epidemia de dengue en el país era controlable a diferencia de las situaciones en Brasil o Venezuela, aún con el resultado el Ministerio de Salud de Guyana confirmó el inicio de campañas de nebulización en pacientes con dengue y aprobó el ingreso de la Cruz Roja para apoyar en el cuidado y tratamiento de dichos enfermos.

### Noviembre de 2019
El 29 de noviembre, en la The International Society for Neglected Tropical Diseases se informó que la situación de contagiados por el dengue en la zona del río Rupununi de la región de Alto Tacutu-Alto Esequibo en la Guayana Esequiba, un territorio disputado con Venezuela, era grave pues los enfermos para tratar a la enfermedad debían cruzar la frontera con Brasil ya que la zona carecía de un centro de emergencias.

### Septiembre de 2019
El 19 de septiembre de 2019 el nivel de gravedad del dengue en Guyana bajo a «no critico» según HGPTV.